# Edward Burra
Edward Burra (Londra, 29 marzo 1905 – Hastings, 22 ottobre 1976) è stato un pittore britannico.
È celebre per le sue raffigurazioni del degrado sociale, della cultura afroamericana e della scena di Harlem degli anni trenta.

## Biografia

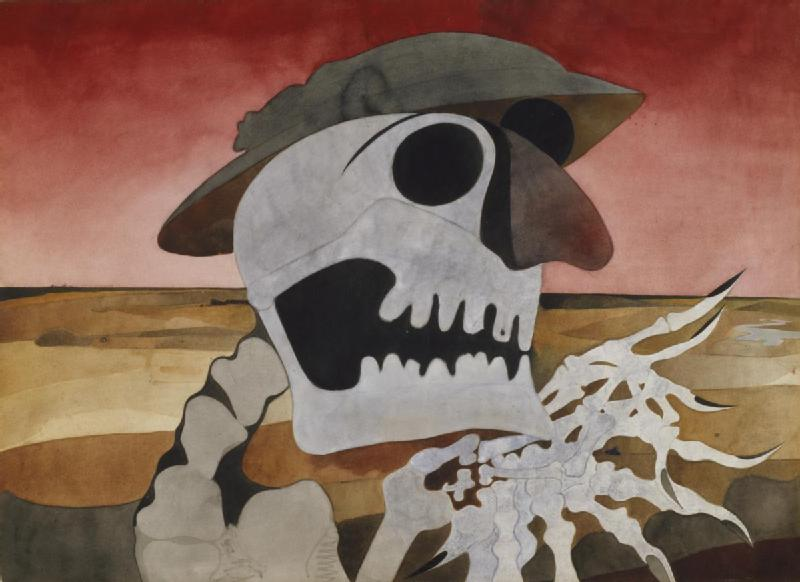
Skull in a Landscape (1946)

Burra nacque a South Kensington, Londra, cominciò l'istruzione secondaria ma dovette abbandonarla a causa dell'anemia e della febbre reumatica. Burra studiò alla Chelsea School of Art e successivamente alla Royal College of Art. Ebbe la sua prima galleria personale nel 1929. Negli anni trenta la sua arte assunse connotati satirici che richiamano George Grosz. Burra viaggiò a Parigi, Marsiglia e New York, di conseguenza molti stili confluiscono nei suoi lavori, prevalentemente realizzati con acquerelli e distinti da colori molto forti. Durante la seconda guerra mondiale, a causa dell'impossibilità di viaggiare, lavorò come scenografo per opere teatrali e balletti e raggiunse una discreta notorietà. Rifiutò l'invito a diventare membro della Royal Academy nel 1963 ma successivamente, nel 1971, entrò a fare parte dell'Order of the British Empire. La galleria Tate tenne una retrospettiva dei suoi lavori nel 1973. Sebbene fosse in qualche modo interessato al surrealismo e avesse dei conoscenti aderenti a quel movimento, non aderì mai ad esso né a nessun altro. Condusse una vita particolarmente dissoluta fino a quando morì a Hastings, Inghilterra il 22 marzo 1976, dopo che una rottura dell'osso iliaco aveva indebolito la sua salute.
Nel 2010, durante un'asta, la sua opera Zoot Suits venne valutata due milioni di sterline.